# Brunn (Meklemburgia-Pomorze Przednie)
Brunn – gmina w Niemczech, w kraju związkowym Meklemburgia-Pomorze Przednie, w powiecie Mecklenburgische Seenplatte, wchodzi w skład  Związku Gmin Neverin.